# جام طلایی کونکاکاف ۱۹۹۶
جام طلایی کونکاکاف ۱۹۹۶ سومین دوره جام طلایی کونکاکاف بود که با شرکت تیم‌های عضو کونکاکاف (آمریکای شمالی، آمریکای مرکزی و کارائیب) برگزار شد. در پایان مسابقات تیم ملی فوتبال مکزیک برای دومین بار به مقام قهرمانی رسید.